# Sukabakti (Sodonghilir)
Sukabakti is een bestuurslaag in het regentschap Tasikmalaya van de provincie West-Java, Indonesië. Sukabakti telt 3653 inwoners (volkstelling 2010).